# Agrotacris nubilosa
Agrotacris nubilosa är en insektsart som beskrevs av Marius Descamps 1979. Agrotacris nubilosa ingår i släktet Agrotacris och familjen gräshoppor. Inga underarter finns listade i Catalogue of Life.